# Breuillet (Essonne)
Breuillet  [bʁøjɛ] je francouzské město v departementu Essonne, v regionu Île-de-France, 35 kilometrů jihozápadně od Paříže.

## Geografie
Sousední obce: Saint-Maurice-Montcouronne, Bruyères-le-Châtel, Égly, Saint-Yon, Saint-Chéron a Breux-Jouy.
Obcí protékají řeky Orge, Rémarde a Renarde.

## Vývoj počtu obyvatel
Počet obyvatel

## Osobnosti obce
- Max Marest, politik, bývalý starosta obce

## Památky
- kostel sv. Petra z 13. století

## Partnerská města
- Ammanford